# Loxosceles intermedia
Loxosceles intermedia es una especie de araña araneomorfa sicárida del género Loxosceles, cuyas integrantes son denominadas comúnmente araña violinista, araña del rincón, araña de los cuadros o araña de los muebles. Habita en regiones templado-cálidas y cálidas del centro de Sudamérica.

## Taxonomía
Descripción original
Esta especie fue descrita originalmente en el año 1934 por el zoólogo aracnólogo brasileño Cândido Firmino de Mello-Leitão, con el mismo nombre científico.
Relaciones filogenéticas
Loxosceles intermedia Mello-Leitão 1934 integra un grupo de especies: el grupo “L. spadicea”, junto con L. anomala (Mello-Leitão 1917) L. hirsuta Mello-Leitão 1931 y L. spadicea Simon, 1907.

## Características
Como en otros integrantes del género Loxosceles, L. intermedia presenta patas largas y finas; los quelíceros están fusionados en las bases; exhibe sobre un algo deprimido cefalotórax un notorio surco longitudinal; y cuenta con 6 brillantes ojos, los que forma una disposición en triángulo con el vértice apuntando hacia el frente, al poseer un par anterior y un par a cada lado.

## Distribución y hábitat
Esta especie se distribuye en el centro de América del Sur en el sudeste y sur de Brasil y la Argentina.
Está más activa durante la estación cálida. Es nocturna y sedentaria, tejiendo una irregular tela blanca bajo rocas, entre troncos o escombros, bajo la corteza de árboles (en especial del género Eucalyptus) o en construcciones humanas, como gallineros, galpones, garajes, etc. Se oculta fácilmente detrás de cuadros o muebles, en hendiduras de paredes, etc. 

## Peligrosidad
Esta araña no es agresiva, solo puede morder si se la intenta capturar o accidentalmente se la comprime sobre la piel al introducirse entre la ropa, toallas, sábanas, zapatos, etc.
Es peligrosa para los seres humanos ya que cuenta con glándulas venenosas que producen varias toxinas (la más importante es la esfingomielinasa), las que al ser inoculadas por una mordedura, producen una enfermedad denominada “loxoscelismo”, la que genera una escara necrótica ulcerosa alrededor de la mordedura, sobre una superficie que puede llegar a los 20 cm de diámetro. El tratamiento más efectivo es la aplicación de suero anti-Loxosceles dentro de las 4 horas de producida la mordedura, para así evitar las secuelas de las lesiones iniciales.